# Max Ophüls
Max Ophüls, nombre artístico de Max Oppenheimer (Sarrebruck, Alemania, 6 de mayo de 1902 - Hamburgo, Alemania, 25 de marzo de 1957), fue un director cinematográfico que trabajó en Alemania (1931-1933), Francia (1933-1940), Estados Unidos (1947-1950) y de nuevo en Francia (1950-1957), donde se encuentran sus restos. A veces, Ophüls aparece escrito sin diéresis —Ophuls (o incluso Opuls)—, en revistas, libros y en créditos de películas de habla no alemana.

## Trayectoria
Ophüls nació en Sarrebruck (en el Sarre, territorio alemán que, entre 1920 y 1935 fue administrado por Francia y Reino Unido y la Sociedad de Naciones), en el seno de una familia que era dueña de una empresa de confección y de una cadena de tiendas en Alemania. 
Sus padres, Leopold y Helen Oppenheimer, que eran alemanes y habían vivido siempre en Alemania, eran judíos. Max eligió su nuevo nombre artístico teatral para no perturbar las empresas familiares. Cuando trabajaba en Francia y los Estados Unidos, su apellido apareció a menudo como Ophuls (acaso para romanizarlo). Incluso aparece en los antiguos créditos de Carta de una desconocida (Letter from an Unknown Woman, 1948) como Max Opuls. Hoy se tiende a escribir su seudónimo como él lo concibió: Ophüls.

### Carrera dramática
Empezó su carrera como actor teatral en 1919-1923 en Aquisgrán, y luego (1924) trabajó en Dortmund. Dos años después, Ophüls era ya director de escena en el famoso Burgtheater de Viena, dejando producidas más de doscientas obras, entre ellas El hombre amado por las mujeres, de George Bernard Shaw, así como otras de Nikolái Gógol, Georg Büchner o su admirado Arthur Schnitzler, que al final de su vida recuperaría. En 1927 ya era el primer director de Viena. 
Trabajó por toda Alemania. Entre 1928-1929 dirigió en Breslau piezas teatrales de Shakespeare, Molière y Kleist. Nombrado director principal en Fráncfort, Ophüls lograría un gran éxito con sus montajes, de forma que desde 1930 incluso pasó a dirigir teatro en los teatros Lessing y Barnowski de  Berlín.
En 1926 se casó con la actriz Hilde Wall (1894-1980). Con ella vivió siempre. Su hijo Marcel, nacido en Fráncfort, fue muy conocido en el mundo del cine, no sólo como cineasta, sino como fiel custodio de la memoria de su padre.

### Cineasta alemán

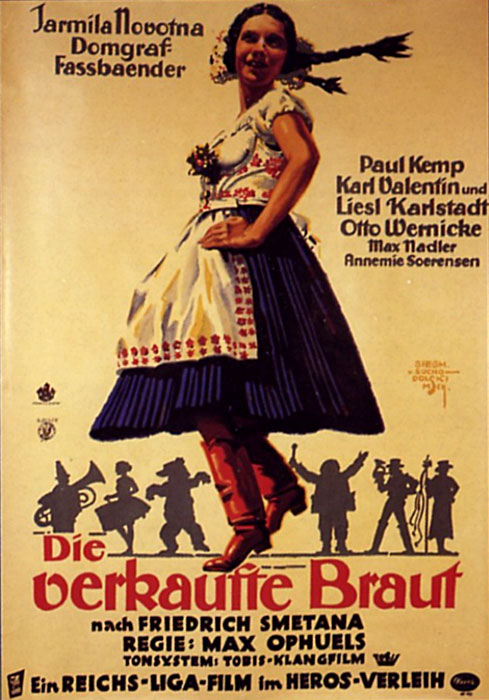
Cartel de La novia vendida (1932)

Pero ya en 1929, Ophüls había empezado su carrera cinematográfica como director de guiones bajo las órdenes de la Universum Film AG (la UFA) en Berlín y como ayudante de Anatole Litvak. En 1931 dirigió su primer trabajo, un cortometraje cómico llamado Dann schon lieber Lebertran, y a continuación su película La compañía enamorada (1932), donde inserta un film dentro de un film y, por ende, un juego dentro de un juego entre emoción e ilusión, algo que será muy propio de su modo de hacer, con las emociones de un equipo técnico que rueda películas.
En 1932 rodó La novia vendida, que se basaba en la ópera cómica de Smetana, así como Los alegres herederos, por lo que progresivamente fue dejando el teatro.
Su trabajo más aclamado en esa época resultó ser Amoríos (Liebelei, 1933), que adaptaba el texto homónimo de Arthur Schnitzler y se desarrolla en una Viena reconstruida a su modo ensoñador en los estudios de Berlín. Ahí aparecían los elementos más característicos de su obra: decorados elegantes y complejos, crueldad, violencia masculina, descripción de los claroscuros de la psicología femenina, duelo entre un joven y un hombre anciano, entrecruce del amor con la muerte, ambigüedad moral.

### Nacionalizado francés

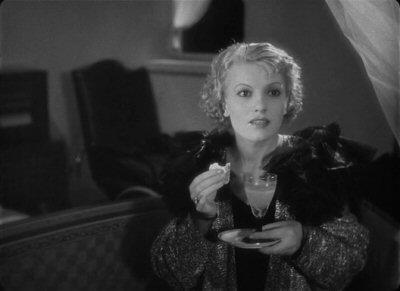
Isa Miranda en La signora di tutti, dirigida por Ophüls en 1934.

Con la ascensión al poder del nacionalsocialismo y el incendio del Reichstag (1933), Ophüls se expatrió a Francia. Tras la huida de su país de origen, un desconocido lo invitó en París al pase de Liebelei. A continuación, volvió a rodar Amoríos en francés, con el título Une histoire d'amour (1933) con gran éxito; solo utilizó algunos actores nuevos; los demás fueron doblados. Todo, en doce días.
A continuación hizo Han robado a un hombre (On a volé un homme, 1933). Se nacionalizó francés en 1938 y rodó en Francia hasta su exilio americano; pudo regresar a Francia al final de su vida; aunque también, dado su prestigio, rodó en Italia unos meses La signora di tutti (1934), donde descubrió a Isa Miranda en un oscuro drama de celos, con grandes pasiones y excelente fotografía, e hizo otra en Holanda, en 1936.
En Francia, además de los cortos Ave Maria de Schubert y Vals brillante de Chopin (la música clásica impregna notablemente su filmografía), rodó varios filmes brillantes cuyo objeto es la mujer en situaciones extremas. En Traficantes de opio (Divine, 1935) se apoyó en un relato de Colette. Su excelente La tierna enemiga (1936) cuestionaba la felicidad conyugal a través de una comedia fantástica en la cual los fantasmas de tres hombres se superponen durante el enlace de la hija de la protagonista; la novela es de André-Paul Antoine, y Ophüls hizo la adaptación junto a Curt Alexander. También rodó Yoshiwara (1937) en el barrio alegre de Tokio de ese nombre, inspirándose en una novela de Maurice Dekobra; trataba dos amores en Tokio, en 1860, uno de ellos venal (el de una princesa japonesa que tuvo que degradarse), todo ello con un fondo de espionaje. Dos actrices eran japonesas.
Además, llevó a cabo una adaptación muy ceñida y convincente del Werther de Goethe, con el fondo de una Alemania vendida a manos criminales, trasunto de su experiencia inmediata. Además, hizo otras dispares, como la trágica y bella Suprema decisión (Sans lendemain, 1939); literalmente, Sin mañana, sobre la vida desgraciada de una mujer, Évelyne, y las mentiras amorosas que se ve obligada a contar al reeencontrarse con su antigua pasión, que la impulsan a desaparecer. 
Reconstruyó, por último, la crisis imperial con De Mayerling a Sarajevo, sobre un texto de Carl Zuckmayer; es una tragedia rodada en un año crítico para Europa, 1940, donde recuerda cómo el archiduque Francisco Fernando, heredero de la corona del Imperio austrohúngaro, se enamoró de la condesa Sofía Chotek desafiando al emperador; su historia de amor concluiría con el atentado de Sarajevo.
Después de la caída de su nuevo y cercano país francés en manos de Alemania, Ophüls se trasladó a Suiza (con una inconclusa La escuela de las mujeres, a partir de la obra de teatro homónima de Molière) y luego a Italia.

### Exilio americano
Finalmente llegó a los Estados Unidos a finales en 1941, aunque estuvo aislado bastante tiempo. La familia vivió gracias a la ayuda solidaria de una organización benéfica judía internacional (The United Jewish War Relief) en la que participaron los directores William Wyler, Fritz Lang, Billy Wilder y Robert Siodmak (fiel amigo que lo apoyó siempre), entre otros.
No tendría trabajo en Hollywood hasta 1946, cuando empezó a rodar Vendetta, basada en la Colomba de Prosper Merimée, pero se la quitaron de las manos y no la cofirmó.
En ese años acabó la redacción de sus Recuerdos, que luego serían completados por su mujer y anotados por su hijo. Es una obra maestra, por sus datos, su equilibrio, su sentido del humor y de la amistad.
Afortunadamente, fue rescatado en América por un admirador de sus trabajos, el director Preston Sturges, lo que agradece en sus memorias. También el actor Douglas Fairbanks Jr. lo eligió para dirigirlo. En efecto, su primer trabajo en Hollywood fue con este último como protagonista, El desterrado / La conquista del reino (The Exile, 1947), basada en una novela de Cosmo Hamilton. 
Pese a no sentirse cómodo en Hollywood, llegaron después tres filmes muy selectos, originales y sorprendentes: Carta de una desconocida (Letter from an Unknown Woman, 1948), basada en la novela corta Briefe einer Unbekannten de Stefan Zweig, que alcanzó un gran éxito; Almas desnudas (The Reckless Moment, 1949) y luego Atrapados / Codicia (Caught, 1949).
Las dos últimas han sido clasificadas dentro del cine negro americano, por su ambiente onírico y pesadillesco y por sus mujeres cargadas de dramas conyugales y policíacos. Así, en Atrapados aparece una mujer de origen modesto que descubre el rostro oculto y turbio de su marido rico; pero a este fracaso sentimental se une una crisis moral seguida de un triángulo amoroso. En Almas desnudas, de nuevo con James Mason, aparece una trama familiar y un chantaje que desemboca en crimen, pero asimismo hay oscilaciones morales y desesperación romántica. Aquí Ophüls «sumerge a sus protagonistas en un clima lúgubre, en el que la desesperación lo cubre todo: donjuanismo, amistad y felicidad conyugal».
Max Ophüls también trabajó en la TV estadounidense, donde hizo una gran carrera.

### De nuevo, cineasta en Francia

Plano de Madame de..., (1953)

Después de estos tres años intensos (1947-1949), donde solo rodó cuatro magníficas películas, Ophuls regresó a Francia en 1950 e hizo una serie de obras maestras más, en la línea que había iniciado años atrás en Europa, y que resuena en Carta de una desconocida. Primero dirigió La ronda (La Ronde) (1950), film con el que ganó el premio BAFTA a la mejor dirección, sobre un pieza teatral de Arthur Schnitzler. 
Luego hizo un tríptico El placer (Le Plaisir, 1952), que se inspiraba en tres cuentos de otro escritor que admiraba, el naturalista Guy de Maupassant, y a continuación rodó Madame de... (1953), protagonizada por su actriz favorita en Francia, Danielle Darrieux, y siguiendo el relato homónimo de Louise de Vilmorin.
Finalmente, abordó una ambiciosa (y mal entendida en su momento) Lola Montès (1955), basada en la novela de Cecil Saint-Laurent La vie extraordinaire de Lola Montès, de la que hizo una segunda versión alemana al mismo tiempo. Por desgracia, los productores hicieron un nuevo montaje pese a las protestas de los jóvenes directores de la Nouvelle Vague, que ya apuntaba. Hoy se considera que es la culminación de su trabajo cinematográfico, y ha sido restaurada y reestrenada en 2008. A veces ha sido comparada con las innovaciones del primer Orson Welles.
En todas esas obras realizó una serie de lúcidas reflexiones sobre el amor-pasión y las relaciones humanas, desde una perspectiva muy centroeuropea y utilizando en ocasiones la ironía para ilustrar la tragedia; recurrió a un estilo visual barroco y preciosista, sin resultar por ello nunca gratuito, sino sumamente efectivo y cercano. Sus continuos desplazamientos de cámara —que eran su firma característica—, dieron una nueva dimensión de continuidad al cine.
Ophuls murió en Hamburgo (1957) a causa de una crisis cardíaca; seguía trabajando, acababa de montar una obra de Beaumarchais y preparaba el film Les Amants de Montparnasse, que fue estrenado en 1958. 
Tras ser incinerado en Hamburgo, reposa, según su deseo, en París, en el cementerio de Père-Lachaise.

## Elogios
Max Ophüls fue un director elegíaco, refinado y culto, muy obsesionado por integrar todos los aspectos formales del medio cinematográfico. Las mujeres sobresalen en todas sus películas, siempre tratadas con una fina y profunda sensibilidad, a causa de su gran experiencia teatral. Sus movimientos de cámara son ágiles y expresivos. Recurre a símbolos, frecuenta los espejos, las escaleras, los duelos, los nobles valores antiguos ya en decadencia. Sin haber tenido una presencia tan constante en la crítica como otros directores, muy pronto (cuatro años antes de su muerte), miembros destacados de la llamada Nouvelle Vague se propusieron revalorizar la figura de Ophüls y elevar su obra al alto rango que merecía. 
François Truffaut, que lo reconocía personalmente como uno de sus grandes maestros, se encontró con él en 1953, durante el rodaje de Madame de..., y al estrenarse la película, Truffaut y Jacques Rivette lo entrevistaron para Cahiers du Cinéma.
Nació entonces una amistad prolongada y cercana entre el primero y Ophüls. Y cuando Ophüls rodaba Lola Montès, Truffaut estuvo en Niza una semana con él en 1955, y luego, como la película no lograba aceptación pública tras su estreno, publicó un manifiesto a su favor en Arts y Le Figaro, redactado junto con Roberto Rossellini y firmado por Astruc, Becker, Christian-Jaque, Cocteau, Cast y Tati; defendía que se mantuviese en la cartelera, al ser una obra renovadora y fundamental de un artista de talla irrepetible.
François Truffaut, en sus elogios finales, decía que Ophüls «era para nosotros el mejor cineasta francés con Jean Renoir. La pérdida de un cineasta balzaquiano, que se había convertido en el abogado de sus heroínas, el cómplice de las mujeres, nuestro cineasta de cabecera, es inmensa», y añadía que Ophüls «era sutil, cuando lo suponían torpe; profundo, cuando lo creían superficial, y puro, cuando lo motejaban de obsceno».
El actor James Mason, que trabajó en dos filmes de Ophüls, escribió un poema sobre el gusto del director por los travellings (tracking shots) y sus elaborados movimientos de cámara (usando el carro para moverla llamado Dolly):
Una toma que no requiere rieles
es agonía para el pobre viejo Max,
que, separado de su Dolly,
se halla envuelto en la más honda pena.
Una vez, cuando le quitaron su grúa,
pensé que nunca más volvería a sonreír.

## Filmografía
- Dann schon lieber Lebertran (1931, corto).
- La empresa enamorada (Die verliebte Firma, 1931).
- La novia vendida (Die verkaufte Braut, 1932).
- Los alegres herederos (Die lachenden Erben, 1932).
- Amoríos (Liebelei, 1933).
- Une histoire d'amour (1933), su Liebelei ya en Francia.
- Han robado a un hombre (On a volé un homme, 1933).
- La mujer de todos (La signora di tutti, 1934), protagonizada por Isa Miranda y rodada en Italia.
- Los traficantes de opio (Divine, 1935; literalmente, Divina).
- La comedia del dinero (Komedie om geld, 1936), rodada en Holanda.
- Ave María (Ave Maria, 1936), cortometraje sobre la pieza musical de Schubert.
- La tierna enemiga (La tendre ennemie, 1936).
- Vals brillante de Chopin (1936), corto sobre la pieza musical de Chopin.
- Yoshiwara (1937).
- Werther (Le roman de Werther, 1938) basada en Las desventuras del joven Werther de Goethe.
- Suprema decisión (Sans lendemain, 1939) protagonizada por Edwige Feuillère.
- La escuela de las mujeres (L'école des femmes, 1940), basada en la obra teatral de Molière.
- De Mayerling a Sarajevo (De Mayerling à Sarajevo, 1940) protagonizada por Edwige Feuillère.
- La conquista de un reino (The Exile, 1947) protagonizada por Douglas Fairbanks Jr., en USA.
- Carta de una desconocida (Letter from an Unknown Woman, 1948) protagonizada por Joan Fontaine, Louis Jourdan.
- Atrapados (Caught, 1949), basada en la novela Wild Calendar de Libbie Block, protagonizada por Barbara Bel Geddes, Robert Ryan y James Mason.
- Almas desnudas (The Reckless Moment, 1949), basada en The Blank Wall de Elisabeth Sanxay Holding y protagonizada por James Mason y Joan Bennett.
- La Ronda (La Ronde, 1950) protagonizado por Anton Walbrook, Simone Signoret y Gérard Philipe, de nuevo en Francia, hasta su final.
- El placer (Le Plaisir, 1952) protagonizada por Danielle Darrieux y Jean Gabin.
- Madame de... (Madame de... , 1953) protagonizada por Charles Boyer, Danielle Darrieux, Vittorio De Sica.
- Lola Montes (Lola Montès, 1955) protagonizada por Martine Carol, Peter Ustinov, Anton Walbrook.

## Premios y distinciones
Premios Óscar
| Año  | Categoría                                | Película  | Resultado |
| ---- | ---------------------------------------- | --------- | --------- |
| 1952 | Mejor guion                              | La ronda  | Nominado  |
| 1955 | Mejor dirección de arte - Blanco y negro | El placer | Nominado  |